# Отинов, Максим Леонидович
Максим Леонидович Отинов (укр. Максим Леонідович Отінов, позывной — Тор; 22 июня 1990, Волочиск — 23 марта 2024, Работино) — украинский военнослужащий, младший сержант, участник российско-украинской войны. Герой Украины (2024, посмертно).

## Биография
Максим Отинов родился 22 июня 1990 года в городе Волочиск Хмельницкой области. После окончания школы обучался в Волочиском промышленно-аграрном профессиональном лицее, где получил профессию столяра.
В 2008 году был призван на срочную военную службу в 8-й отдельный полк специальных операций.
В 2015 году женился, в 2019 году у пары родилась дочь Ульяна.
С началом полномасштабного вторжения России в Украину 26 февраля 2022 года вступил в ряды территориальной обороны, а позже проходил службу в 65-й отдельной механизированной бригаде.
Погиб 23 марта 2024 года в селе Работино Запорожской области во время выполнения боевого задания. Похоронен 29 марта 2024 года в родном городе Волочиск.

## Награды
- Звание «Герой Украины» с удостоением ордена «Золотая Звезда» (23 августа 2024, посмертно) — за личное мужество и героизм, проявленные в защите государственного суверенитета и территориальной целостности Украины, верность военной присяге[3].